# Großer Preis von Russland 2018
Der Große Preis von Russland 2018 (offiziell Formula 1 2018 VTB Russian Grand Prix) fand am 30. September auf dem Sochi Autodrom in Sotschi statt und war das 16. Rennen der Formel-1-Weltmeisterschaft 2018.

## Bericht

### Hintergründe
Nach dem Großen Preis von Singapur führte Lewis Hamilton in der Fahrerwertung mit 40 Punkten vor Sebastian Vettel und mit 107 Punkten vor Kimi Räikkönen. In der Konstrukteurswertung führte Mercedes mit 37 Punkten vor Ferrari und mit 178 Punkten vor Red Bull Racing.
Beim Großen Preis von Russland stellte Pirelli den Fahrern die Reifenmischungen P Zero Soft (gelb), P Zero Ultrasoft (lila), P Zero Hypersoft (rosa) sowie für Nässe Cinturato Intermediates (grün) und Cinturato Full-Wets (blau) zur Verfügung.
Es gab zwei DRS-Zonen auf der Strecke: Die erste Zone befand sich auf der Start-Ziel-Geraden mit einem Messpunkt zur Bestimmung des Abstands zwischen den Fahrern, der am Ausgang von Kurve 18 eingerichtet wurde, die zweite Zone befand sich zwischen den Kurven 10 und 13 und der Messpunkt befand sich vor Kurve 10. Die erste Zone wurde im Vergleich zur bis 2017 verwendeten Konfiguration um 95 Meter verlängert.
Marcus Ericsson (sieben), Romain Grosjean, Räikkönen (jeweils fünf), Pierre Gasly, Brendon Hartley, Sergei Sirotkin, Lance Stroll (jeweils vier), Kevin Magnussen, Sergio Pérez, Vettel, Max Verstappen (jeweils drei), Valtteri Bottas, Nico Hülkenberg, Daniel Ricciardo, Carlos Sainz jr. (jeweils zwei) und Stoffel Vandoorne (einer) gingen mit Strafpunkten ins Rennwochenende.
Mit Hamilton (zweimal) und Bottas (einmal) traten zwei ehemalige Sieger zu diesem Grand Prix an.
Als Rennkommissare für dieses Rennwochenende fungierten Garry Connelly (AUS), Dennis Dean (USA), Emanuele Pirro (ITA) und Vasiliy Skryl (RUS).

### Training
Im ersten freien Training war Vettel in 1:34,488 Minuten Schnellster vor Verstappen und Hamilton.
Hamilton erzielte im zweiten freien Training in 1:33,385 Minuten die Bestzeit vor Bottas und Verstappen.
Im dritten freien Training war Hamilton in 1:38,054 Minuten wieder der Schnellste vor Bottas und Vettel.

### Qualifying
Das Qualifying bestand aus drei Teilen mit einer Nettolaufzeit von 45 Minuten. Im ersten Qualifying-Segment (Q1) hatten die Fahrer 18 Minuten Zeit, um sich für das Rennen zu qualifizieren. Alle Fahrer, die im ersten Abschnitt eine Zeit erzielten, die maximal 107 Prozent der schnellsten Rundenzeit betrug, qualifizierten sich für den Grand Prix. Die besten 15 Fahrer erreichten den nächsten Teil. Hamilton war Schnellster. Beide Williams-, beide McLaren-Piloten sowie Brandon Hartley schieden aus.
Der zweite Abschnitt (Q2) dauerte 15 Minuten. Die schnellsten zehn Piloten qualifizierten sich für den dritten Teil des Qualifyings. Hamilton war wieder Schnellster. Beide Renault, Gasly und beide Red Bull-Piloten schieden, ohne eine Zeit gesetzt zu haben, aus.
Der finale Abschnitt (Q3) ging über eine Zeit von zwölf Minuten, in denen die ersten zehn Startpositionen vergeben wurden. Bottas fuhr mit einer Rundenzeit von 1:31,387 Minuten die Bestzeit vor Hamilton und Vettel. Es war die sechste Pole-Position für Bottas in der Formel-1-Weltmeisterschaft.
Verstappen, Ricciardo, Gasly, Hartley, Fernando Alonso und Vandoorne erhielten verschiedene Strafen und Rückversetzungen in der Startaufstellung.
Obwohl sie keine Strafen erhielten, entschieden sich beide Renault-Fahrer, im zweiten Abschnitt keine Runden zu fahren, da sie sich automatisch aufgrund der Strafen auf den Plätzen elf und zwölf qualifizierten. Zum Rennen konnten sie daher mit frischen Reifen ihrer Wahl starten.

### Rennen
Beim Start behielt Bottas die Führung, während Hamilton sich vor der Attacke von Vettel schützen musste. Dann folgte der andere Ferrari-Fahrer, Räikkönen, der vor Magnussen, Charles Leclerc, den beiden Force India, dann Grosjean und Ericsson lag.
Leclerc überholte Magnussen bald, während die beiden Red Bull Racing-Teams, die von hinten starten mussten, ein starkes Comeback erlebten. Verstappen, der als Vorletzter gestartet war, lag am Ende der ersten Runde bereits auf dem 13. Platz. Der Niederländer verbesserte sich in der zweiten Runde auf den elften Platz und war nach sechs Runden Sechster. Auch Daniel Ricciardo, der als 18. ins Rennen ging, fuhr schnell auf den zwölften Platz vor.
In der achten Runde hielt Grosjean an, um weiche Reifen aufzuziehen, ebenso wie Magnussen eine Runde später, der sich dem Angriff der beiden Force India widersetzte. Verstappen überholte Leclerc in Runde 8 und war nun Fünfter. Leclerc und Esteban Ocon stoppten dann in Runde 10.
In Runde 12 stoppte Bottas als Zweiter, ebenso wie Pérez. In der folgenden Runde stoppte Vettel ebenfalls, um auf weiche Reifen zu wechseln. In Runde 14 gab es einen Stopp für Hamilton, der jedoch hinter dem Deutschen von Ferrari auf die Strecke zurückkehrte.
Hamilton griff sofort Vettel an und überholte ihn. Räikkönen hat nun die Führung vor Verstappen übernommen, der wiederum vor Bottas, Hamilton und Vettel lag. Räikkönen wechselte in Runde 18 die Reifen und ermöglichte Verstappen so die Führung. Der Finne kehrte als Fünfter auf die Strecke zurück, vor Ricciardo und Hülkenberg.
In der 25. Runde wird Bottas merklich langsamer und lässt Hamilton für den zweiten Platz überholen. Die Rangliste für die Spitzenplätze änderte sich erst in Runde 36, als Hülkenberg, der mit Mediums gestartet war, auf Ultrasoft wechselte. Drei Runden später stoppte auch Ricciardo. Der Australier blieb Sechster.
Hamilton versuchte, auf der Strecke an Verstappen vorbeizukommen, der ohnehin noch zum Reifenwechsel an die Box musste. Der Überholversuch scheiterte und der Brite übernahm erst in Runde 43 die Führung des Rennens, als der Niederländerl anhielt, um die Reifen zu wechseln. Verstappen kam als Fünfter hinter Räikkönen auf die Strecke zurück.
Hamilton gewann das Rennen schlussendlich vor Bottas und Vettel. Für Hamilton war es der 70. Sieg in der Formel-1-Weltmeisterschaft. Die restlichen Punkteplatzierungen belegten Räikkönen, Verstappen, Ricciardo, Leclerc, Magnussen, Ocon und Pérez.
In der Fahrerwertung konnte Hamilton seinen Vorsprung vor Vettel ausbauen, dahinter überholte Bottas Räikkönen und war nun Dritter. In der Konstrukteurswertung blieben die ersten drei Positionen unverändert.

## Meldeliste
| Team                             | Nr. | Fahrer                        | Chassis                       | Motor                         | Reifen |
| -------------------------------- | --- | ----------------------------- | ----------------------------- | ----------------------------- | ------ |
| Mercedes AMG Petronas F1 Team    | 44  | Lewis Hamilton                | Mercedes-AMG F1 W09 EQ Power+ | Mercedes-AMG F1 M09 EQ Power+ | P      |
| Mercedes AMG Petronas F1 Team    | 77  | Valtteri Bottas               | Mercedes-AMG F1 W09 EQ Power+ | Mercedes-AMG F1 M09 EQ Power+ | P      |
| Scuderia Ferrari                 | 05  | Sebastian Vettel              | Ferrari SF71H                 | Ferrari 062 EVO               | P      |
| Scuderia Ferrari                 | 07  | Kimi Räikkönen                | Ferrari SF71H                 | Ferrari 062 EVO               | P      |
| Aston Martin Red Bull Racing     | 03  | Daniel Ricciardo              | Red Bull Racing RB14          | Renault R.E.18                | P      |
| Aston Martin Red Bull Racing     | 33  | Max Verstappen                | Red Bull Racing RB14          | Renault R.E.18                | P      |
| Williams Martini Racing          | 18  | Lance Stroll                  | Williams FW41                 | Mercedes-AMG F1 M09 EQ Power+ | P      |
| Williams Martini Racing          | 35  | Sergei Sirotkin               | Williams FW41                 | Mercedes-AMG F1 M09 EQ Power+ | P      |
| Renault Sport F1 Team            | 27  | Nico Hülkenberg               | Renault R.S.18                | Renault R.E.18                | P      |
| Renault Sport F1 Team            | 55  | Carlos Sainz jr.              | Renault R.S.18                | Renault R.E.18                | P      |
| Renault Sport F1 Team            | 46  | Artjom Walerjewitsch Markelow | Renault R.S.18                | Renault R.E.18                | P      |
| Haas F1 Team                     | 08  | Romain Grosjean               | Haas VF-18                    | Ferrari 062 EVO               | P      |
| Haas F1 Team                     | 20  | Kevin Magnussen               | Haas VF-18                    | Ferrari 062 EVO               | P      |
| Red Bull Toro Rosso Honda        | 10  | Pierre Gasly                  | Scuderia Toro Rosso STR13     | Honda RA618H                  | P      |
| Red Bull Toro Rosso Honda        | 28  | Brendon Hartley               | Scuderia Toro Rosso STR13     | Honda RA618H                  | P      |
| McLaren F1 Team                  | 02  | Stoffel Vandoorne             | McLaren MCL33                 | Renault R.E.18                | P      |
| McLaren F1 Team                  | 14  | Fernando Alonso               | McLaren MCL33                 | Renault R.E.18                | P      |
| McLaren F1 Team                  | 47  | Lando Norris                  | McLaren MCL33                 | Renault R.E.18                | P      |
| Alfa Romeo Sauber F1 Team        | 09  | Marcus Ericsson               | Sauber C37                    | Ferrari 062 EVO               | P      |
| Alfa Romeo Sauber F1 Team        | 16  | Charles Leclerc               | Sauber C37                    | Ferrari 062 EVO               | P      |
| Alfa Romeo Sauber F1 Team        | 36  | Antonio Giovinazzi            | Sauber C37                    | Ferrari 062 EVO               | P      |
| Racing Point Force India F1 Team | 11  | Sergio Pérez                  | Force India VJM11             | Mercedes-AMG F1 M09 EQ Power+ | P      |
| Racing Point Force India F1 Team | 31  | Esteban Ocon                  | Force India VJM11             | Mercedes-AMG F1 M09 EQ Power+ | P      |
| Racing Point Force India F1 Team | 34  | Nicholas Latifi               | Force India VJM11             | Mercedes-AMG F1 M09 EQ Power+ | P      |

Anmerkungen
1. 1 2  Der Renault mit der Startnummer 46 wurde im ersten freien Training für Markelow eingesetzt. Sainz jr. übernahm das Fahrzeug anschließend für das restliche Rennwochenende mit seiner Startnummer 55.
2. 1 2  Der McLaren mit der Startnummer 47 wurde im ersten freien Training für Norris eingesetzt. Alonso übernahm das Fahrzeug anschließend für das restliche Rennwochenende mit seiner Startnummer 14.
3. 1 2  Der Sauber mit der Startnummer 36 wurde im ersten freien Training für Giovinazzi eingesetzt. Ericsson übernahm das Fahrzeug anschließend für das restliche Rennwochenende mit seiner Startnummer 9.
4. 1 2  Der Force India mit der Startnummer 34 wurde im ersten freien Training für Latifi eingesetzt. Pérez übernahm das Fahrzeug anschließend für das restliche Rennwochenende mit seiner Startnummer 11.

## Klassifikationen

### Qualifying
| Pos.                                                                      | Fahrer            | Konstrukteur              | Q1       | Q2         | Q3       | Start |
| ------------------------------------------------------------------------- | ----------------- | ------------------------- | -------- | ---------- | -------- | ----- |
| 01                                                                        | Valtteri Bottas   | Mercedes                  | 1:32,964 | 1:32,74    | 1:31,387 | 01    |
| 02                                                                        | Lewis Hamilton    | Mercedes                  | 1:32,410 | 1:32,595   | 1:31,532 | 02    |
| 03                                                                        | Sebastian Vettel  | Ferrari                   | 1:33,476 | 1:33,045   | 1:31,943 | 03    |
| 04                                                                        | Kimi Räikkönen    | Ferrari                   | 1:33,341 | 1:33,065   | 1:32,237 | 04    |
| 05                                                                        | Kevin Magnussen   | Haas-Ferrari              | 1:34,078 | 1:33,747   | 1:33,181 | 05    |
| 06                                                                        | Esteban Ocon      | Force India-Mercedes      | 1:34,290 | 1:33,596   | 1:33,413 | 06    |
| 07                                                                        | Charles Leclerc   | Sauber-Ferrari            | 1:33,924 | 1:33,488   | 1:33,419 | 07    |
| 08                                                                        | Sergio Pérez      | Force India-Mercedes      | 1:34,084 | 1:33,923   | 1:33,563 | 08    |
| 09                                                                        | Romain Grosjean   | Haas-Ferrari              | 1:34,022 | 1:33,517   | 1:33,704 | 09    |
| 10                                                                        | Marcus Ericsson   | Sauber-Ferrari            | 1:34,170 | 1:33,995   | 1:35,196 | 10    |
| 11                                                                        | Max Verstappen    | Red Bull Racing-TAG Heuer | 1:33,048 | keine Zeit | –        | 19    |
| 12                                                                        | Daniel Ricciardo  | Red Bull Racing-TAG Heuer | 1:33,247 | keine Zeit | –        | 18    |
| 13                                                                        | Pierre Gasly      | Scuderia Toro Rosso-Honda | 1:34,383 | keine Zeit | –        | 17    |
| 14                                                                        | Carlos Sainz jr.  | Renault                   | 1:34,626 | keine Zeit | –        | 11    |
| 15                                                                        | Nico Hülkenberg   | Renault                   | 1:34,655 | keine Zeit | –        | 12    |
| 16                                                                        | Brendon Hartley   | Scuderia Toro Rosso-Honda | 1:35,037 | –          | –        | 20    |
| 17                                                                        | Fernando Alonso   | McLaren-Renault           | 1:35,504 | –          | –        | 16    |
| 18                                                                        | Sergei Sirotkin   | Williams-Mercedes         | 1:35,612 | –          | –        | 13    |
| 19                                                                        | Stoffel Vandoorne | McLaren-Renault           | 1:35,977 | –          | –        | 15    |
| 20                                                                        | Lance Stroll      | Williams-Mercedes         | 1:36,437 | –          | –        | 14    |
| 107-Prozent-Zeit: 1:38,878 min (bezogen auf Q1-Bestzeit von 1:32,410 min) |                   |                           |          |            |          |       |

Anmerkungen
1. ↑  Verstappen erhielt eine Startplatzstrafe von 43 Plätzen: 35 Plätze wegen Überschreitung der Antriebselemente, 5 Plätze wegen eines außerplanmäßigen Getriebewechsels und 3 Plätze wegen eines Verstoßes gegen die gelbe Flagge im Qualifying.
2. ↑  Ricciardo erhielt eine Startplatzstrafe von 40 Plätzen: 35 Plätze wegen Überschreitung der Triebwerkselementen und 5 Plätze wegen eines außerplanmäßigen Getriebewechsels.
3. ↑  Gasly erhielt eine Startplatzstrafe von 35 Plätzen wegen Überschreitung der Antriebselemente.
4. ↑  Hartley erhielt eine Startplatzstrafe von 40 Plätzen wegen Überschreitung der Antriebselemente.
5. ↑  Alonso erhielt eine Startplatzstrafe von 30 Plätzen wegen Überschreitung der Triebwerkselemente.
6. ↑  Vandoorne erhielt wegen eines außerplanmäßigen Getriebewechsels eine Startplatzstrafe von fünf Plätzen.

### Rennen
| Pos. | Fahrer            | Konstrukteur              | Runden | Stopps | Zeit        | Start | Schnellste Runde |
| ---- | ----------------- | ------------------------- | ------ | ------ | ----------- | ----- | ---------------- |
| 01   | Lewis Hamilton    | Mercedes                  | 53     | 1      | 1:27:25,181 | 02    | 1:35,916 (50.)   |
| 02   | Valtteri Bottas   | Mercedes                  | 53     | 1      | + 2,545     | 01    | 1:35,861 (50.)   |
| 03   | Sebastian Vettel  | Ferrari                   | 53     | 1      | + 7,487     | 03    | 1:35,990 (50.)   |
| 04   | Kimi Räikkönen    | Ferrari                   | 53     | 1      | + 16,543    | 04    | 1:36,611 (41.)   |
| 05   | Max Verstappen    | Red Bull Racing-TAG Heuer | 53     | 1      | + 31,016    | 19    | 1:36,283 (45.)   |
| 06   | Daniel Ricciardo  | Red Bull Racing-TAG Heuer | 53     | 1      | + 1:20,451  | 18    | 1:36,345 (41.)   |
| 07   | Charles Leclerc   | Sauber-Ferrari            | 53     | 1      | + 1:38,390  | 07    | 1:38,107 (52.)   |
| 08   | Kevin Magnussen   | Haas-Ferrari              | 52     | 1      | + 1 Runde   | 05    | 1:38,015 (52.)   |
| 09   | Esteban Ocon      | Force India-Mercedes      | 52     | 1      | + 1 Runde   | 06    | 1:38,366 (52.)   |
| 10   | Sergio Pérez      | Force India-Mercedes      | 52     | 1      | + 1 Runde   | 08    | 1:38,300 (47.)   |
| 11   | Romain Grosjean   | Haas-Ferrari              | 52     | 1      | + 1 Runde   | 09    | 1:38,244 (46.)   |
| 12   | Nico Hülkenberg   | Renault                   | 52     | 1      | + 1 Runde   | 12    | 1:39,108 (52.)   |
| 13   | Marcus Ericsson   | Sauber-Ferrari            | 52     | 2      | + 1 Runde   | 10    | 1:37,931 (39.)   |
| 14   | Fernando Alonso   | McLaren-Renault           | 52     | 1      | + 1 Runde   | 16    | 1:39,590 (44.)   |
| 15   | Lance Stroll      | Williams-Mercedes         | 52     | 1      | + 1 Runde   | 14    | 1:39,435 (44.)   |
| 16   | Stoffel Vandoorne | McLaren-Renault           | 51     | 1      | + 2 Runden  | 15    | 1:39,922 (41.)   |
| 17   | Carlos Sainz jr.  | Renault                   | 51     | 1      | + 2 Runden  | 11    | 1:39,731 (35.)   |
| 18   | Sergei Sirotkin   | Williams-Mercedes         | 51     | 1      | + 2 Runden  | 13    | 1:39,838 (43.)   |
| –    | Pierre Gasly      | Scuderia Toro Rosso-Honda | 4      | 0      | DNF         | 17    | 1:44,071 (03.)   |
| –    | Brendon Hartley   | Scuderia Toro Rosso-Honda | 4      | 1      | DNF         | 20    | 1:45,852 (02.)   |

## WM-Stände nach dem Rennen
Die ersten zehn des Rennens bekamen 25, 18, 15, 12, 10, 8, 6, 4, 2 bzw. 1 Punkt(e).

### Fahrerwertung
| Pos. | Fahrer           | Konstrukteur              | Punkte |
| ---- | ---------------- | ------------------------- | ------ |
| 01   | Lewis Hamilton   | Mercedes                  | 306    |
| 02   | Sebastian Vettel | Ferrari                   | 256    |
| 03   | Valtteri Bottas  | Mercedes                  | 189    |
| 04   | Kimi Räikkönen   | Ferrari                   | 186    |
| 05   | Max Verstappen   | Red Bull Racing-TAG Heuer | 158    |
| 06   | Daniel Ricciardo | Red Bull Racing-TAG Heuer | 134    |
| 07   | Kevin Magnussen  | Haas-Ferrari              | 53     |
| 08   | Nico Hülkenberg  | Renault                   | 53     |
| 09   | Fernando Alonso  | McLaren-Renault           | 50     |
| 10   | Sergio Pérez     | Force India-Mercedes      | 47     |

| Pos. | Fahrer            | Konstrukteur              | Punkte |
| ---- | ----------------- | ------------------------- | ------ |
| 11   | Esteban Ocon      | Force India-Mercedes      | 47     |
| 12   | Carlos Sainz jr.  | Renault                   | 38     |
| 13   | Pierre Gasly      | Scuderia Toro Rosso-Honda | 28     |
| 14   | Romain Grosjean   | Haas-Ferrari              | 27     |
| 15   | Charles Leclerc   | Sauber-Ferrari            | 21     |
| 16   | Stoffel Vandoorne | McLaren-Renault           | 8      |
| 17   | Lance Stroll      | Williams-Mercedes         | 6      |
| 18   | Marcus Ericsson   | Sauber-Ferrari            | 6      |
| 19   | Brendon Hartley   | Scuderia Toro Rosso-Honda | 2      |
| 20   | Sergei Sirotkin   | Williams-Mercedes         | 1      |

### Konstrukteurswertung
| Pos. | Konstrukteur              | Punkte |
| ---- | ------------------------- | ------ |
| 1    | Mercedes                  | 495    |
| 2    | Ferrari                   | 442    |
| 3    | Red Bull Racing-TAG Heuer | 292    |
| 4    | Renault                   | 91     |
| 5    | Haas-Ferrari              | 80     |

| Pos. | Konstrukteur              | Punkte |
| ---- | ------------------------- | ------ |
| 06   | McLaren-Renault           | 58     |
| 07   | Force India-Mercedes      | 35     |
| 08   | Scuderia Toro Rosso-Honda | 30     |
| 09   | Sauber-Ferrari            | 27     |
| 10   | Williams-Mercedes         | 7      |